# Brumbungan Kidul
Brumbungan Kidul is een bestuurslaag in het regentschap Probolinggo van de provincie Oost-Java, Indonesië. Brumbungan Kidul telt 3347 inwoners (volkstelling 2010).